# Melinoe
Melinoe (altgriechisch Μηλινόη Mēlinóē) ist in der griechischen Mythologie eine Nymphe in der Unterwelt. Ihr ist der 71. Hymnus der Orphischen Hymnen gewidmet.
Melinoe ist die Tochter von Zeus und Persephone und wurde gezeugt, indem Zeus die Gestalt von Persephones Gatten Hades annahm. Geboren wurde sie an der Mündung des Unterweltsflusses Kokytos. Nachts sucht sie die Menschen mit Gespenstererscheinungen heim und treibt sie so in den Wahnsinn.

## Popkultur
Melinoe ist die Protagonistin, des Roguelikes Hades ll, welches von Supergiant Games am 6. Mai als Early Access Version veröffentlicht wurde. Sie ist die Schwester von Zagreus, welcher der Protagonist aus dem Vorgänger Hades ist.

## Quelle
Orphische Hymnen 71 (oder je nach Zählweise auch 70 oder 72)